# Article 45 de la Constitution de la Cinquième République française
Article 44 Article 46
L'article 45 de la Constitution de la Cinquième République française décrit la procédure de la « navette législative » que doit suivre un texte législatif en vue de son adoption par le Parlement.
La règle générale est qu'un projet ou une proposition de loi ne peut être promulguée qu'après l'adoption d'un texte commun, éventuellement amendé par rapport au texte initial, par l'Assemblée nationale et le Sénat. Il est toutefois possible, sous certaines conditions :
- de réunir une « commission mixte paritaire », composée de députés et de sénateurs, qui sera chargée d'élaborer un compromis ;
- de donner le dernier mot à l'Assemblée nationale en cas de désaccord sur certaines dispositions.

## Texte en vigueur au1ermars 2009
Ce texte résulte de la loi constitutionnelle du 23 juillet 2008. Les passages en italique correspondent aux ajouts effectués par cette révision.
« Tout projet ou proposition de loi est examiné successivement dans les deux assemblées du Parlement en vue de l'adoption d'un texte identique. Sans préjudice de l'application des articles 40 et 41, tout amendement est recevable en première lecture dès lors qu'il présente un lien, même indirect, avec le texte déposé ou transmis. 

Lorsque, par suite d'un désaccord entre les deux assemblées, un projet ou une proposition de loi n'a pu être adopté après deux lectures par chaque assemblée ou, si le Gouvernement a décidé d'engager la procédure accélérée sans que les Conférences des présidents s'y soient conjointement opposées, après une seule lecture par chacune d'entre elles, le Premier ministre ou, pour une proposition de loi, les présidents des deux assemblées agissant conjointement, ont la faculté de provoquer la réunion d'une commission mixte paritaire chargée de proposer un texte sur les dispositions restant en discussion. 

Le texte élaboré par la commission mixte peut être soumis par le Gouvernement pour approbation aux deux assemblées. Aucun amendement n'est recevable sauf accord du Gouvernement.

Si la commission mixte ne parvient pas à l'adoption d'un texte commun ou si ce texte n'est pas adopté dans les conditions prévues à l'alinéa précédent, le Gouvernement peut, après une nouvelle lecture par l'Assemblée Nationale et par le Sénat, demander à l'Assemblée Nationale de statuer définitivement. En ce cas, l'Assemblée Nationale peut reprendre soit le texte élaboré par la commission mixte, soit le dernier texte voté par elle, modifié le cas échéant par un ou plusieurs des amendements adoptés par le Sénat. »
— Article 45 de la Constitution du 4 octobre 1958

## La pratique
Même si l'Assemblée Nationale a le dernier mot sur le Sénat, en pratique la majorité des textes (en moyenne 70% depuis 1973) est adoptée de façon conjointe.